# Gorybia separata
Gorybia separata là một loài bọ cánh cứng trong họ Cerambycidae.